# Выборы в Всесоюзный съезд Советов (1925)
Безальтернативные выборы на III-й всесоюзный съезд Советов прошли в мае 1925 года, на котором было избрано или делегировано 2276 депутата.

## Ход выборов
Де-факто, выборы представляли собой делегацию членов от автономных правительств красных сил, которые представляли интересы своего правительства и автономии на съезде.
Многие крестьяне были крайне недовольны и раздражены действующей дискриминационной избирательной системой, требуя изменения конституции и учреждение равных, свободных выборов, что приводило к критически низкой явке и постоянным перевыборам.

## Галерея

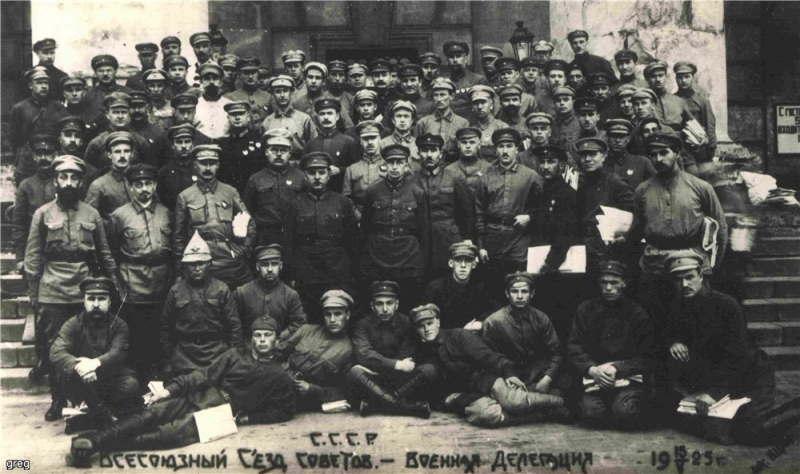
Военные делегаты на III-м съезде

## Итог выборов
| III-ий всесоюзный съезд советов       |                                                  |        |        |       |       |       |
| Партия                                | Партия                                           | Голоса | Голоса | Места | Места | Места |
| Партия                                | Партия                                           | No.    | %      | До    | После | +/–   |
|                                       | Российская коммунистическая партия (большевиков) | —      | 84,79  | 1974  | 1930  | ▼-44  |
|                                       | Беспартийные                                     | —      | 15,21  | 150   | 346   | ▲219  |
|                                       |                                                  |        |        |       |       |       |
| Действительных голосов                | Действительных голосов                           | —      | —      | —     | —     | —     |
| Недействительных голосов              | Недействительных голосов                         | —      | —      | —     | —     | —     |
| Всего                                 | Всего                                            | —      | 100.00 | 2124  | 2276  | ▲152  |
| Зарегистрированных избирателей / Явка | Зарегистрированных избирателей / Явка            | —      | —      | —     | —     | ▬     |